# 白浪水库
白浪水库是中国云南省曲靖市沾益区境内的一座水库，位于白浪河上，建于1958年。水库正常库容为1640万立方米，集雨面积为81平方千米，海拔为1987.5米。